# Titu Mir
Sayyid Mir Mithar Ali conegut com a Titu Mir o Miyan (Districte de 24 Parganas, 27 de gener de 1782 - 19 de novembre de 1831) fou un militant anticolonialista bengalí musulmà de l'Índia, cap de l'aixecament camperol de Bengala de 1831.
Nascut en una família noble de Chandpurn a l'oest de la província de Bengala, va estudiar àrab, persa i afers musulmans; va entrar al servei dels zamindaris (grans propietaris) de la regió però per desafiar el poder feudal fou empresonat. El 1822 va acompanyar a un membre de la família reial de Delhi al hajj o peregrinació i va trobar a la Meca a Sayyid Ahmad Brelwi de Bareilly (+1831) que el va iniciar a la confraria de la Muhammadiyya; en tornar a Bengala va cridar a renovar l'islam i als camperols a alliberar-se de l'opressió dels propietaris musulmans i hindús. Alguns grups de resistència armats com el dels faquirs dirigits per Miskin Shah, i alguns hindús com Zamindar Manobar Ray de Bhusna, li van donar suport i va estendre la seva influència pel país. Un grup de zamindaris dirigits per Khrishna Dev Ray van optar per aixecar impostos excessius als que portaven la barba islàmica o als que construïen mesquites. Com que legalment no aconseguia res, va iniciar la lluita armada. Després d'un entrenament militar dels seus partidaris a les mesquites i madrasses va començar els atacs contra els zamindaris amb diverses accions armades, amb les quals va finançar el moviment; el seu exèrcit format per camperols pobres no tenia armes de foc ni cavalleria i va començar a agafar cavalls dels estables dels zamindaris i de les estacions de policia dels britànics; els britànics, que ja donaven suport als terratinents, van intervenir i van enviar una expedició de 7000 sipais. Titu Mir havia construït l'octubre de 1831 una fortalesa de bambú a Narikelbaria, prop de Barasat, va proclamar la independència i va dominar els districtes de 24 parganes, Nadia i Faridpur; els exèrcits privats dels zamindaris havien estat derrotats repetidament per les guerrilles de Titu Mir. Finalment el 14 de novembre de 1831 els britànics van atacar la fortalesa i l'artilleria de la Companyia Britànica de les Índies Orientals la va destruir fàcilment; en la batalla final el dia 19, el mateix Titu Mir i molts dels seus seguidors (que eren uns 15.000) van morir.